# الصخير
الصخير منطقة صحراوية تقع في مملكة البحرين بالقرب الزلاق. تحتوي المنطقة على قصر الصخير الذي بُني في 1901. في بداية عقد 2000 شهدت المنطقة العديد من التغييرات مثل إنشاء الحرم الجامعي الرئيسي لجامعة البحرين وحلبة البحرين الدولية ومطار الصخير الدولي وجنة دلمون المفقودة ومسرح الدانة ومركز البحرين العالمي للمعارض و صرح الميثاق الوطني . وبالإضافة إلى ذلك فإن الكثير من الناس يأتون إلى الصخير للتخييم. الصخير هي أيضا موقع محمية العرين وهي محمية طبيعية وحديقة الحيوانات الوحيدة الموجودة في البحرين. وتم اكتشاف أول حقل نفط في البحرين ودول الخليج في منطقة الصخير باسم "حقل البحرين البري". ويوجد في الصخير جبل الدخان أعلى قمة في مملكة البحرين. وتوجد أيضًا شجرة الحياة شجرة عمرها حوالي 400 سنة.

## سبب التسمية
تعتبر منطقة "الصخير" منطقة صحراوية وصخرية فلذلك سُميت الصخير.

## معالم الصخير
- قصر الصخير : أحد أكثر المباني البارزة في البلاد. وكان سابقا مقر إقامة حاكم البحرين الشيخ حمد بن عيسى آل خليفة الذي انتقل إلى القصر حوالي عام 1925م، يُستخدم القصر اليوم لبعض المناسبات لاستقبال معظم الأشخاص المهمين في البحرين.
- حلبة البحرين الدولية :مضمار سباق سيارات، تقام عليها منافسات جائزة البحرين الكبرى للفورمولا 1 سنوياً.
- مطار الصخير الدولي: مركز لمعرض البحرين الدولي للطيران وللشحن الجوي ويستخدم أحيانا لأغراض عسكرية وبُني المطار لتخفيف الزحام عن مطار البحرين الدولي.
- الحرم الجامعي لجامعة البحرين في الصخير الذي يشغل كليات الآداب، وإدارة الأعمال، وتقنية المعلومات، والحقوق، والعلوم، والتعليم التطبيقي، والبحرين للمعلمين، والتربية الرياضية، إضافة إلى إدارة الجامعة، ومكتباتها، والعمادات المساندة، ومراكز الجامعة المختلفة.
- محمية العرين : محمية طبيعية وحديقة حيوان، أُنشئت لأول مرة في عام 1976. .
- جنة دلمون المفقودة : هي أكبر حديقة مائية في البحرين والشرق الأوسط، . تم افتتاح الحديقة المائية بالبحرين رسميا في 2 سبتمبر 2009م، بتكلفة إجمالية تصل إلى 50 مليون دولار أمريكي.
- جبل الدخان : اعلى قمة في مملكة البحرين يبلغ ارتفاعه 134 (440 قدم) فوق مستوى سطح البحر.
- أول بئر نفط في البحرين تحت جبل الدخان واكتشف عام 1931م باسم "حقل البحرين البري".
- شجرة الحياة : يُقدر عمرها حوالي 400 سنة، تحولت إلى مزار سياحي. طولها 9.75 م وتقع على بعد 2 كم من جبل دخان. تشكلت حول بقايا قلعة عمرها 500 سنة. وتقدر الأرقام الرسمية عدد السياح الذين يتوافدون لرؤية الشجرة بحوالي 50 ألف زائر في العام.
- مسرح الدانة هو المسرح الأول من نوعه في مملكة البحرين، حيث ينطلق في موسم مليء بالفعاليات بموقعه بجوار حلبة البحرين الدولية، وقد بدأ البناء لأول مرة في ديسمبر 2018. وقد تم الانتهاء منه في يونيو 2020 ، واستغرق الأمر أقل من عامين لاكتماله. ويحتوي المسرح على 10 الاف مقعد.العمق: 15 م
- مركز البحرين العالمي للمعارض يتوسط منطقة الفعاليات والرياضة والترفيه الجديدة في منطقة الصخير. يجاور المركز حلبة البحرين الدولية ومسرح الدانة ومدينة البحرين الرياضية العالمية التي سيبدأ إنشاءها قريباً.
- صرح الميثاق الوطني : يقام هذا المشروع الحيوي على مساحة 8.45 هكتاراً في الجهة الغربية من الطريق المؤدي إلى قصر الصخير ويتكون من مبنىً رئيسياً بطابقين يضم متحفاً، وقاعة للمحاضرات، ومكتبة، وصالات ترفيهية للزوار، ومكاتب إدارية، ومدرج دائري مفتوح، وبرج الساعة الشمسية وأضواء الليزر بالإضافة إلى بحيرة صناعية.

## مشاريع قادمة في الصخير
- المدينة الرياضية في الصخير (يوجد ملعب يسع لـ 50 الف متفرج)[2]
- كلية الهندسة (نقل كلية الهندسة بجامعة البحرين من مدينة عيسى إلى الصخير)[3]

## التخييم في الصخير
تعتبر الصخير أشهر منطقة في البحرين للتخييم في فصل الشتاء.، وفي إحصائية تعود لعام 2015، بلغ عدد المخيمات في الصخير أكثر من 1300 مخيم مسجل وفي 2023 تم تسجيل 3387 مخيماً مسجلاً. 

## الطاقة الشمسية في الصخير
محطة الطاقة الشمسية التي تسعى وزارة شؤون الكهرباء والماء لبنائها موجهة لتغطي احتياجات الطاقة لكل من حلبة البحرين الدولية، وجامعة البحرين، ومركز البحرين الدولي للمعارض والمؤتمرات، ومسرح الدانة. وكذلك يُخطط لبناء محطة الألواح الشمسية على أسطح المباني، ومظلات مواقف السيارات، ومحطات شحن المركبات الكهربائية، بالإضافة إلى الأراضي المخصصة في هذه المرافق.
و أعلنت حلبة البحرين الدولية عن الانتهاء من مشروع استخدام مصادر الطاقة المتجددة للطاقة وذلك بعد البدء في هذا المشروع عام 2021 لجعل سباق جائزة البحرين الكبرى لطيران الخليج للفورمولا وان 2022 سباقا صديقا للبيئة.

## عيون الماء القديمة في الصخير
- عين أم حصاه
- عين أم الموميان
- العين الجنوبية
- العين الشمالية
- عين الشيخ عبد الله
- عين الصخير
- عين عنقا [7]

## كتب عن الصخير
- كتاب "الصخير .. رئة البحرين" ،دشنته "مركز عيسى الثقافي" للباحث مبارك عمرو العماري.[8]

- قصيدة نادرة للملا زين العابدين الكويتي (1866 - 1950) عن الصخير في زيارته للشيخ حمد بن عيسى بن علي آل خليفة في قصر الصخير.[9]

## معرض الصور

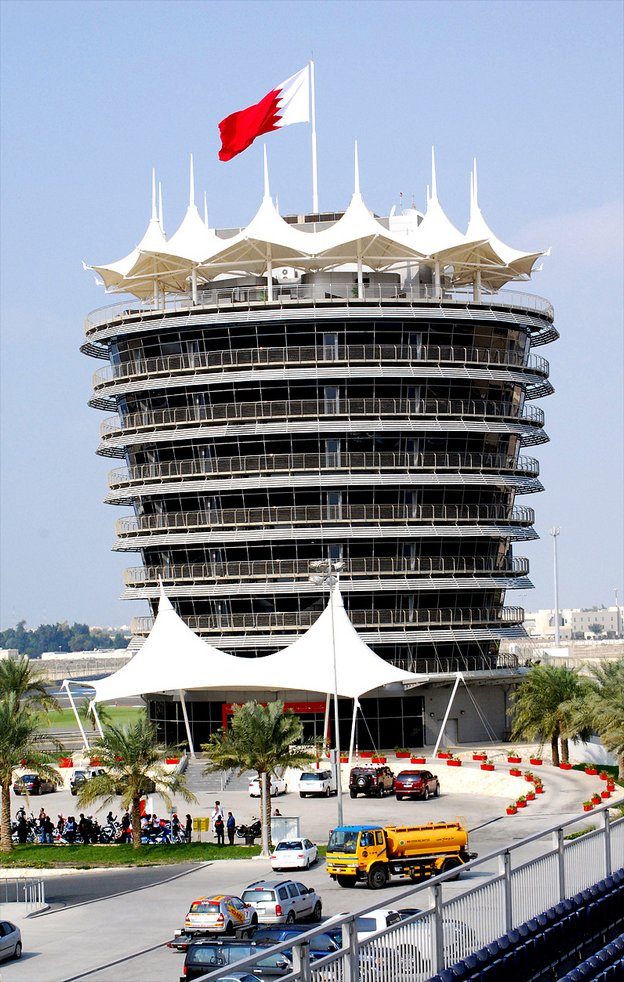
حلبة البحرين الدولية
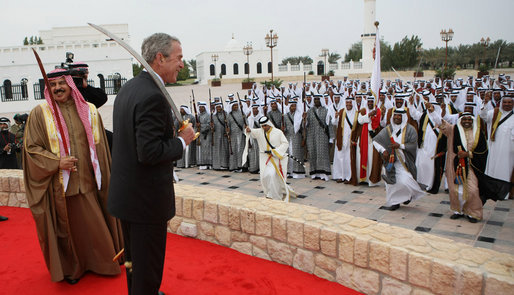
قصر الصخير
مطار الصخير الدولي
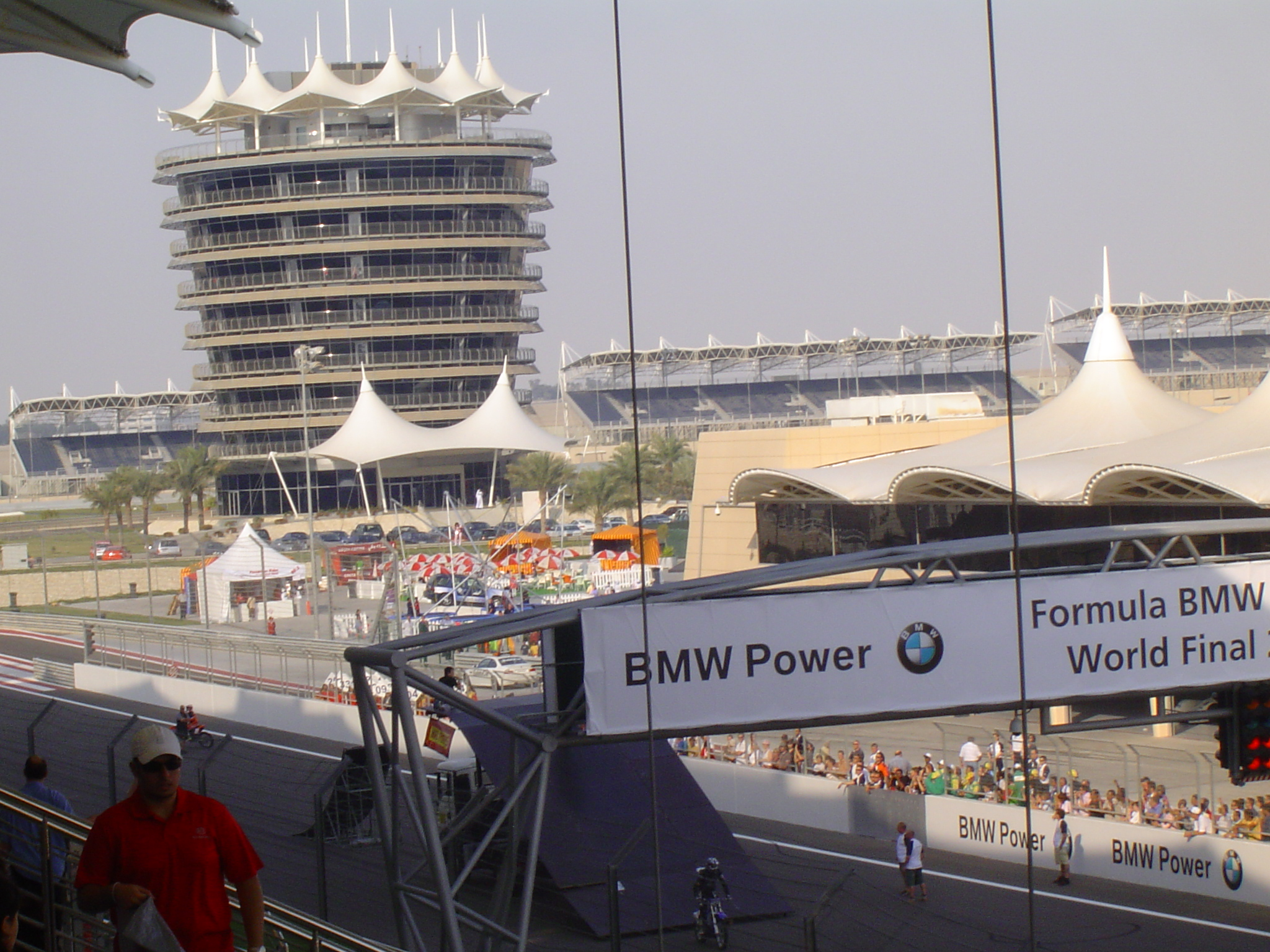
حلبة البحرين
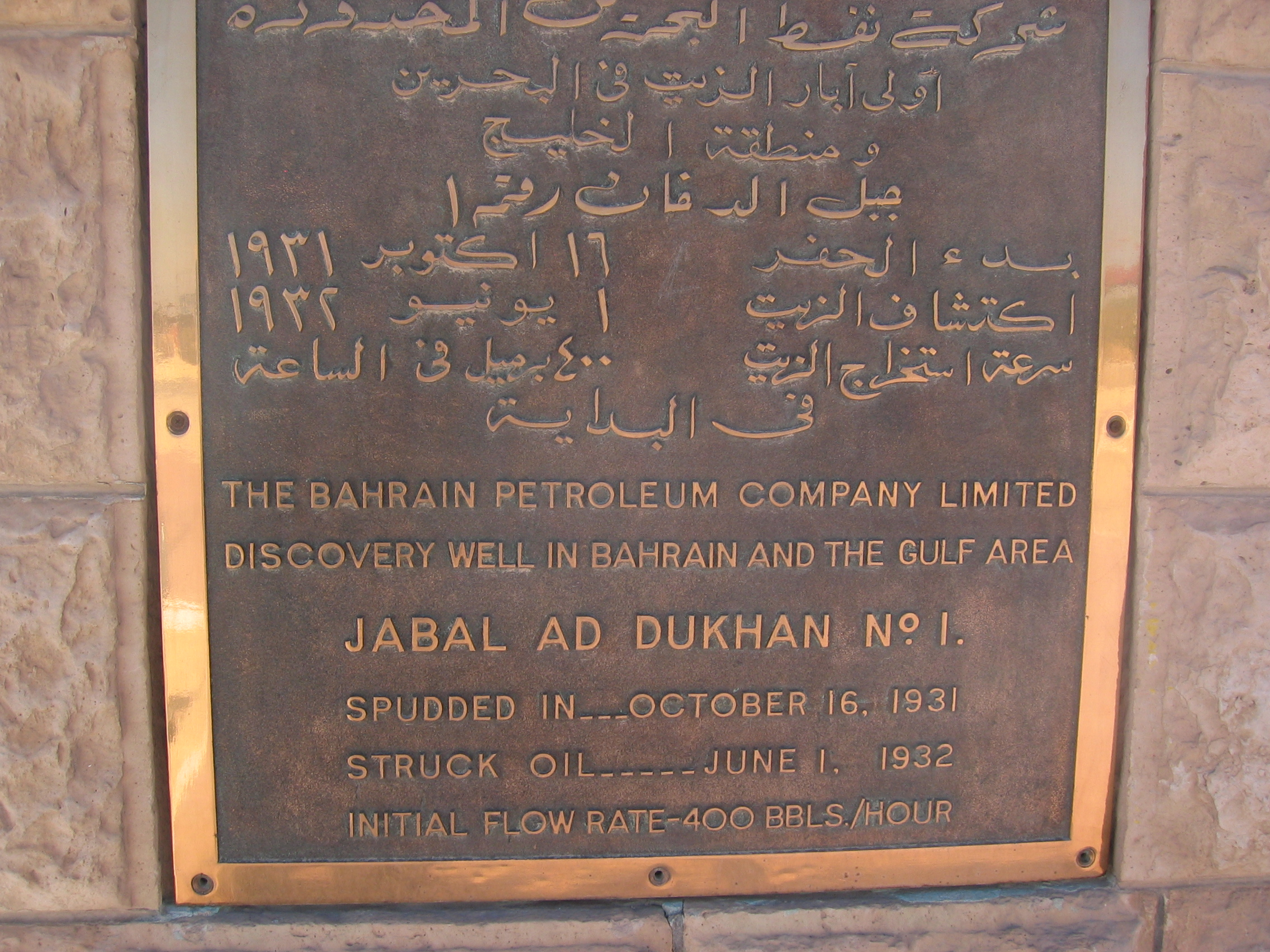
أول حقل نفط في البحرين والخليج
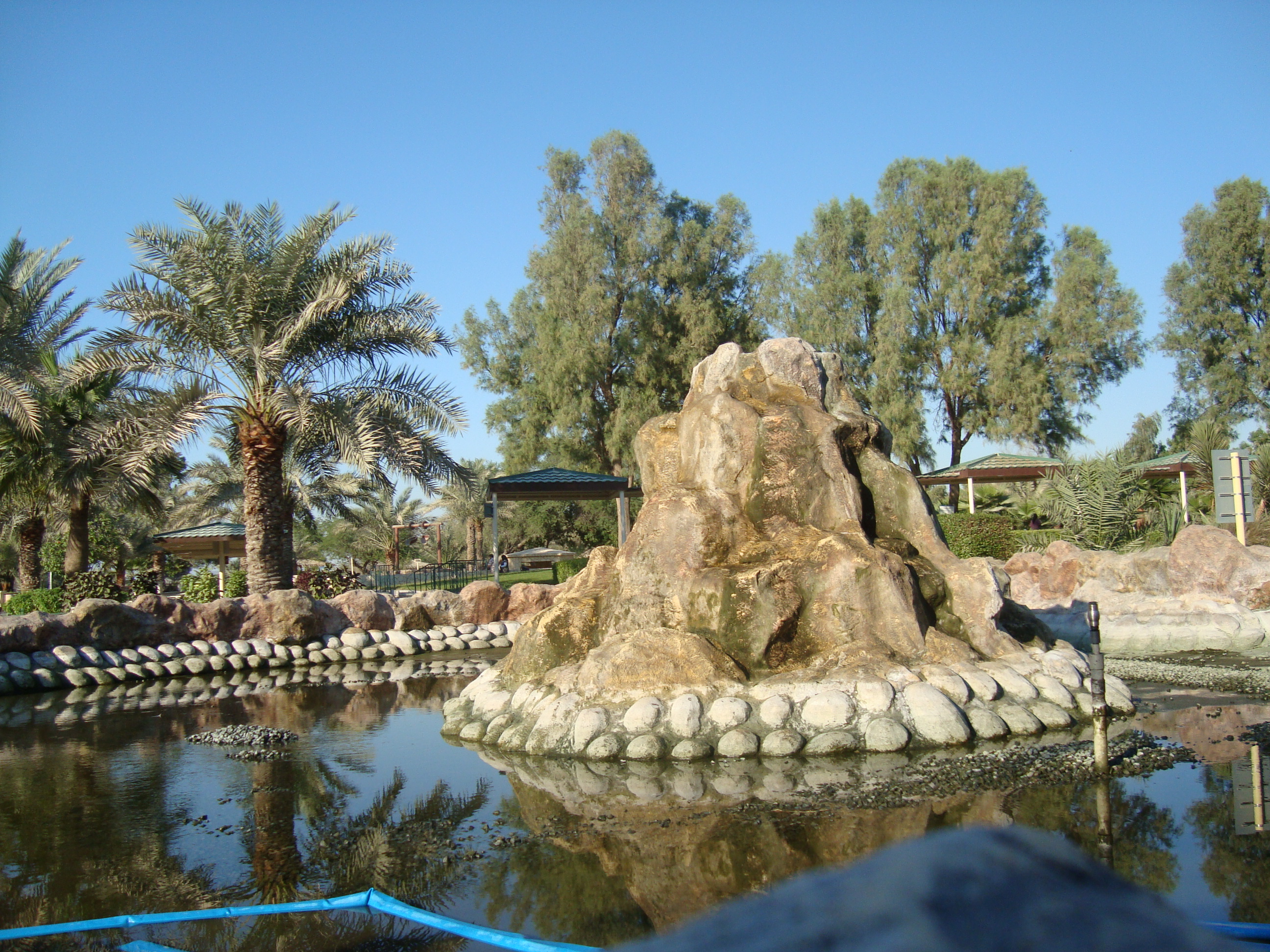
محمية العرين
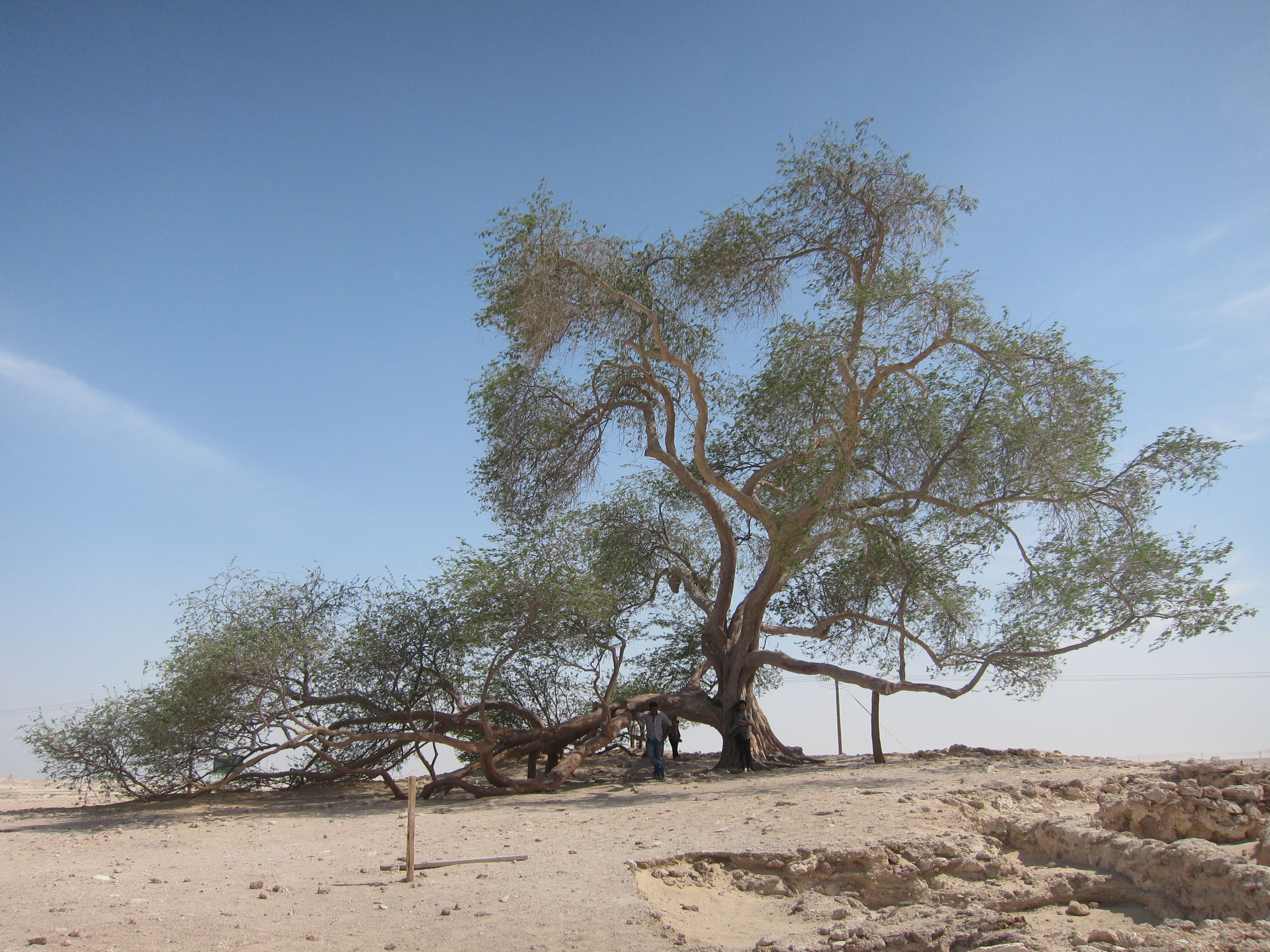
شجرة الحياة
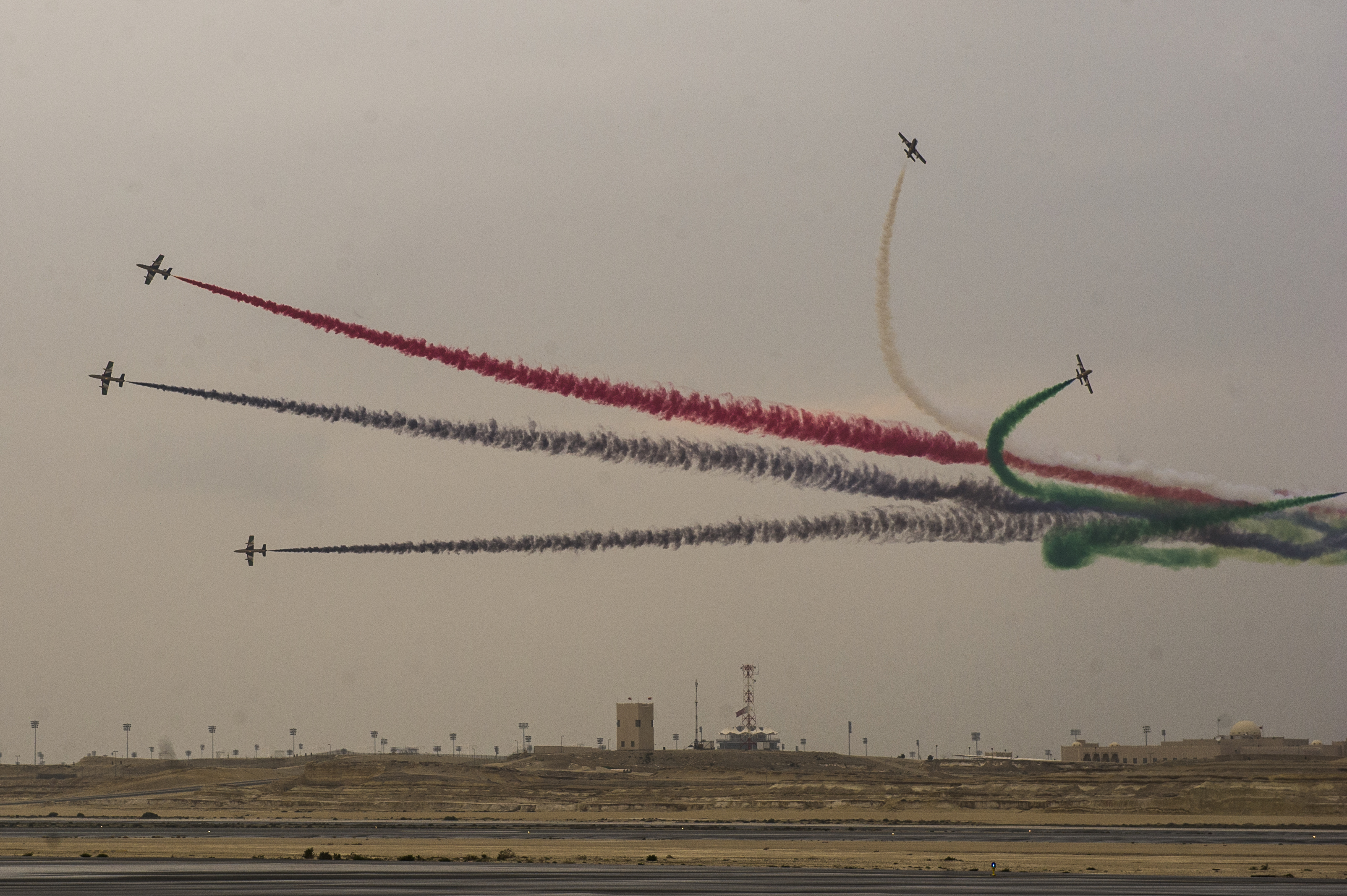
معرض البحرين للطيران في مطار الصخير الدولي
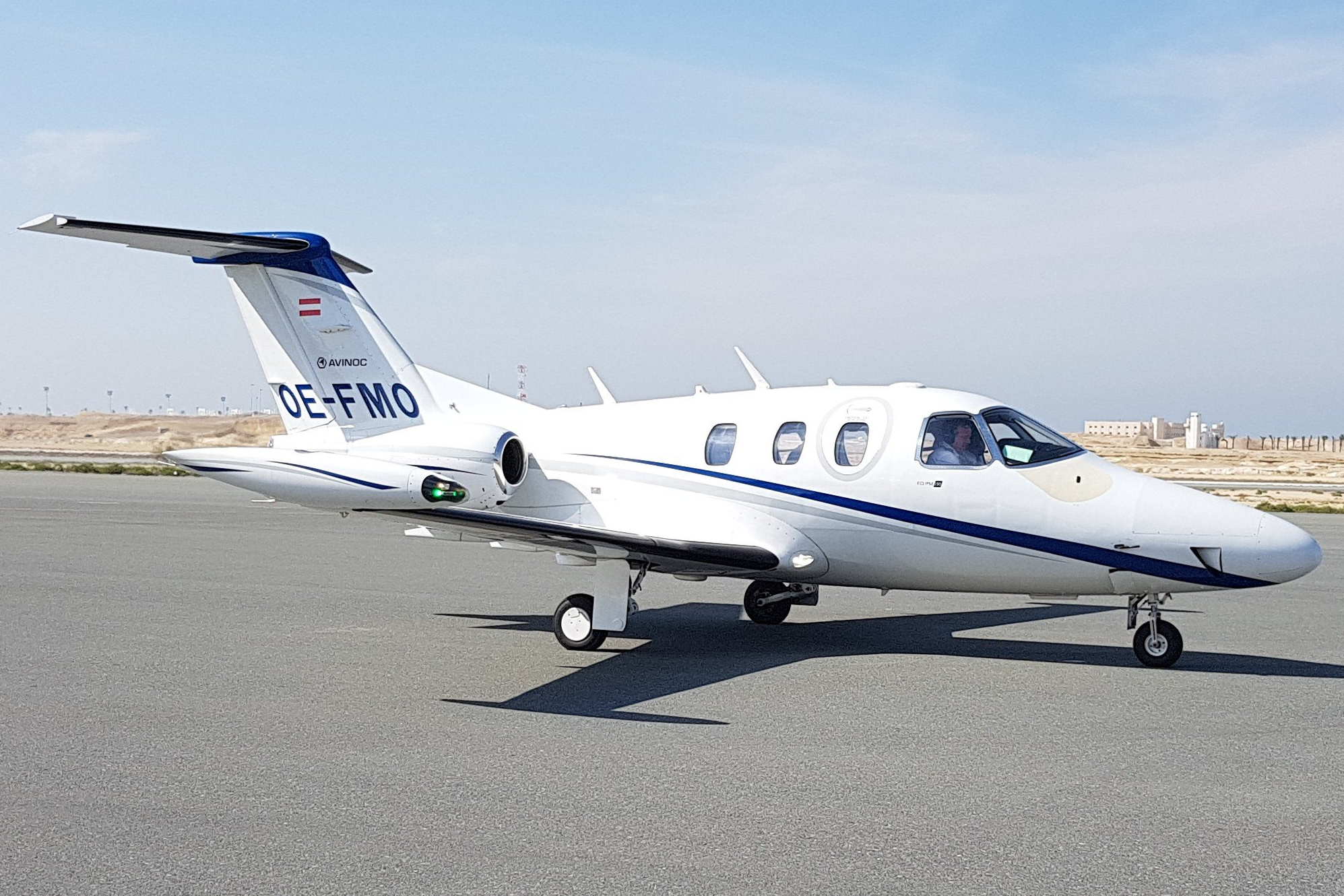
مطار الصخير الدولي
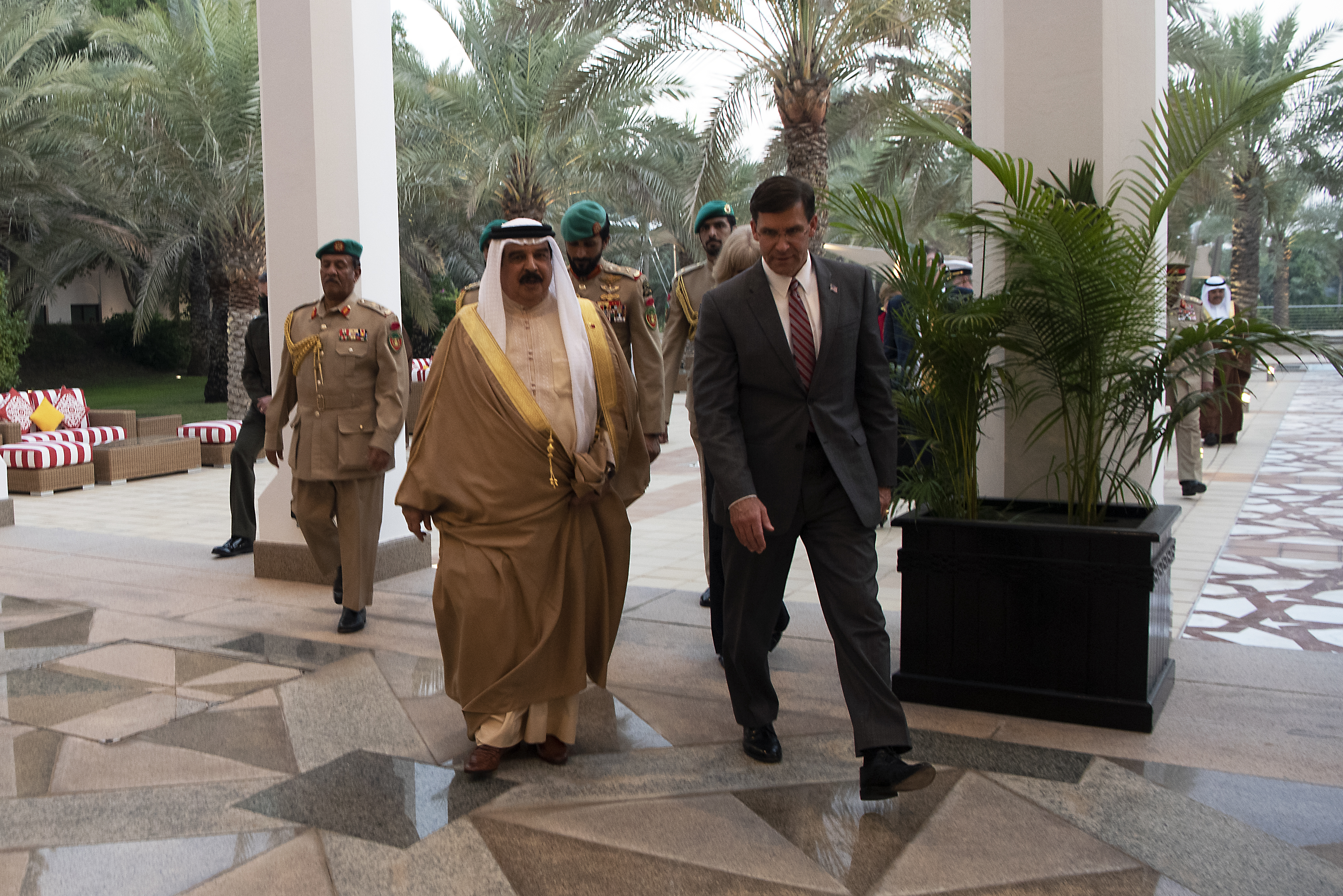
قصر الصخير